# Across the Dark
Across the Dark is het vierde album van de Finse melodieuze deathmetalband Insomnium. Het album werd op 7 september 2009 uitgebracht op Candlelight Records. Op het album is onder andere een samenwerking met Jules Näveri van Profane Omen als gastvocalist te horen, evenals toetsenist Aleksi Munter van Swallow the Sun. 

## Nummers
| 1.                 | Equivalence               | Ville Friman          | 3:18 |
| 2.                 | Down with the Sun         | Friman, Niilo Sevänen | 4:22 |
| 3.                 | Where the Last Wave Broke | Friman                | 5:03 |
| 4.                 | The Harrowing Years       | Friman, Niilo Sevänen | 6:39 |
| 5.                 | Against the Stream        | Friman                | 6:11 |
| 6.                 | Lay of the Autumn         | Friman, Niilo Sevänen | 9:08 |
| 7.                 | Into the Woods            | Friman, Ville Vänni   | 5:08 |
| 8.                 | Weighed Down with Sorrow  | Friman                | 5:51 |
| Totale duur: 45:40 |                           |                       |      |

| Nr. | Titel              | Duur |
| --- | ------------------ | ---- |
| 9.  | The New Beginning  | 7:15 |
| 10. | Into the Evernight | 5:28 |

## Ontvangst
In de Finse albumhitlijst behaalde het album in 2009 de 5e positie. In september 2009 werd het album door het Duitse tijdschrift Metal 1. verkozen tot album van de maand.